# لازار تاسیچ
لازار تاسیچ (انگلیسی: Lazar Tasić؛ ۵ آوریل ۱۹۳۱ – ۱۶ مهٔ ۲۰۰۳) بازیکن فوتبال اهل یوگسلاوی بود.
از باشگاه‌هایی که در آن بازی کرده‌است می‌توان به باشگاه فوتبال زاربروکن، باشگاه فوتبال ستاره سرخ بلگراد، و باشگاه فوتبال بئوگراد اشاره کرد.
وی همچنین در تیم ملی فوتبال یوگسلاوی بازی کرده‌است.